# Mambila (peuple)
Pour les articles homonymes, voir Mambila.
Les Mambila sont un peuple d'Afrique centrale et de l'Ouest, surtout présent au sud-est du Nigeria, mais également de l'autre côté de la frontière, au nord-ouest du Cameroun. La plupart vivent sur le plateau de Mambila.

## Ethnonymie
Selon les sources et le contexte, on rencontre de multiples formes : Bamembila, Ba-Membila, Bang, Bo Ba, Katoba, Lagubi, Luen, Mabere, Mabila, Mambere, Mambilas, Mambilla, Nir, Nor Bo, Nor, Nor Tagbo, Omavire, Tagbo, Tongbo, Torbi.

## Histoire
Ce peuple d'origine Bantou se sépara du groupe principal Bantou il y a deux mille ans vers le nord-Cameroun et le Nigeria et, sous la pression des Peuls musulmans, se déplacèrent vers le sud au cours des XVIIe siècle et XVIIIe siècle. Bien que ce peuple se fut installé en altitude, les Peuls réussirent, notamment avec le trafic d'esclaves sous la direction de leur chef Sambo, à réduire la population à 16 000 individus,.

## Population
Ce sont surtout des agriculteurs et des éleveurs.

## Langues
Ils parlent le mambila – une langue bantoïde – et ses nombreux dialectes. Au Nigeria le nombre de locuteurs du mambila était estimé à 99 000 en 1993. La même année on en dénombrait 30 000 pour la variante camerounaise du mambila.

## Culture
Parmi leurs réalisations les plus remarquables figurent notamment les statuettes en bois sculpté et les masques-casques, mais surtout des poteries. Ces œuvres sont fréquemment utilises dans des rituels thérapeutiques.

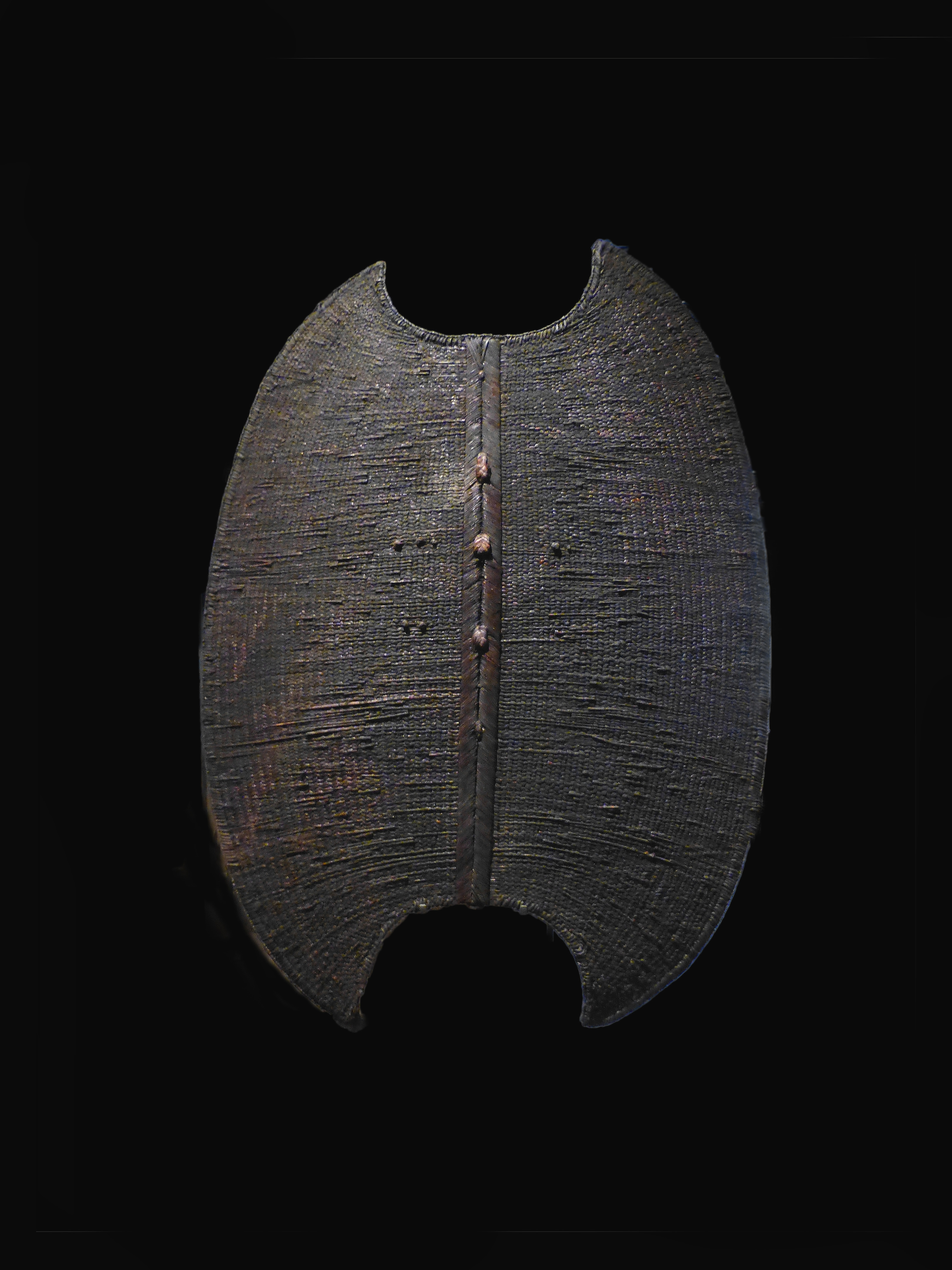
Bouclier
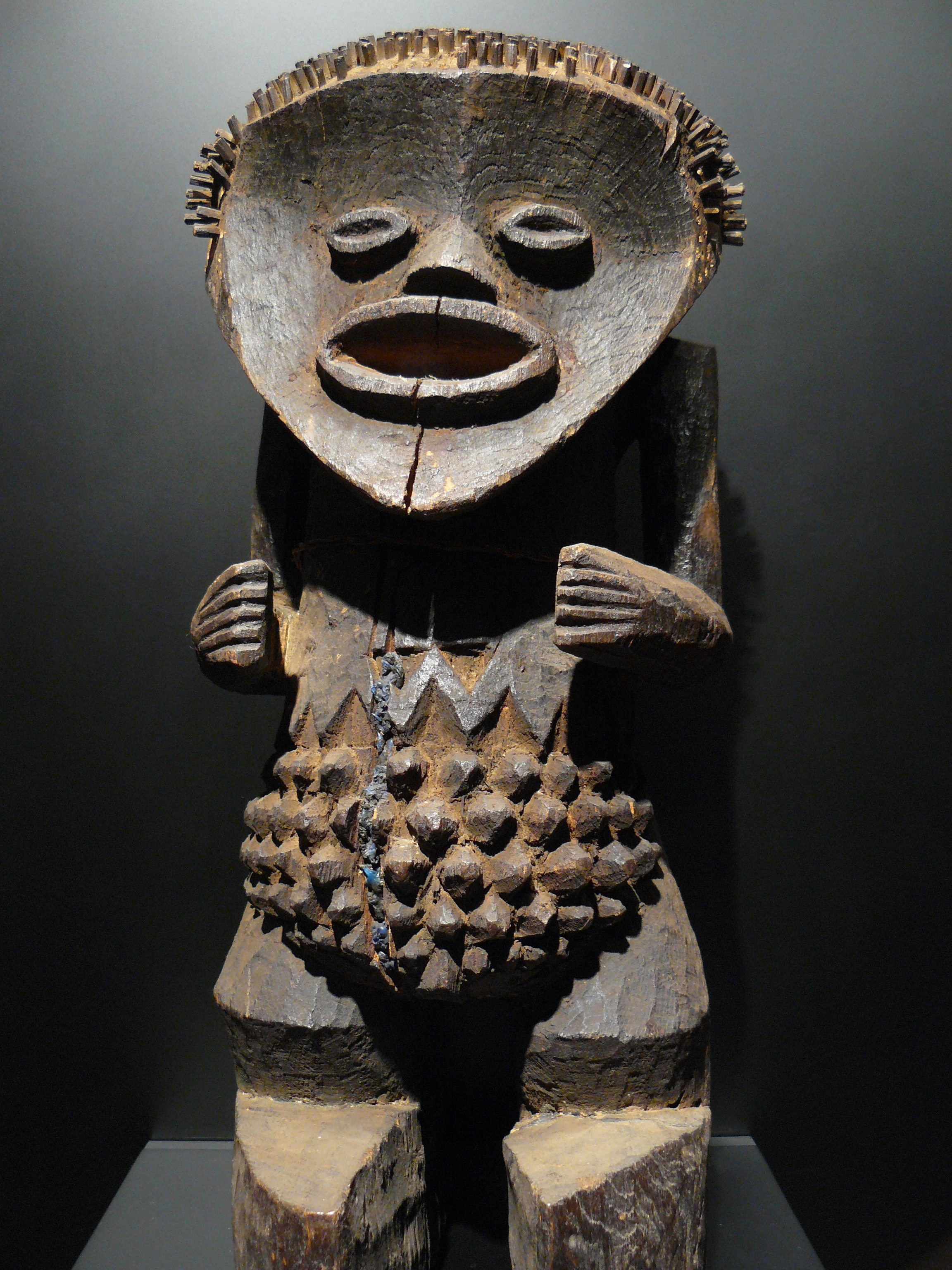
Statuette protectrice
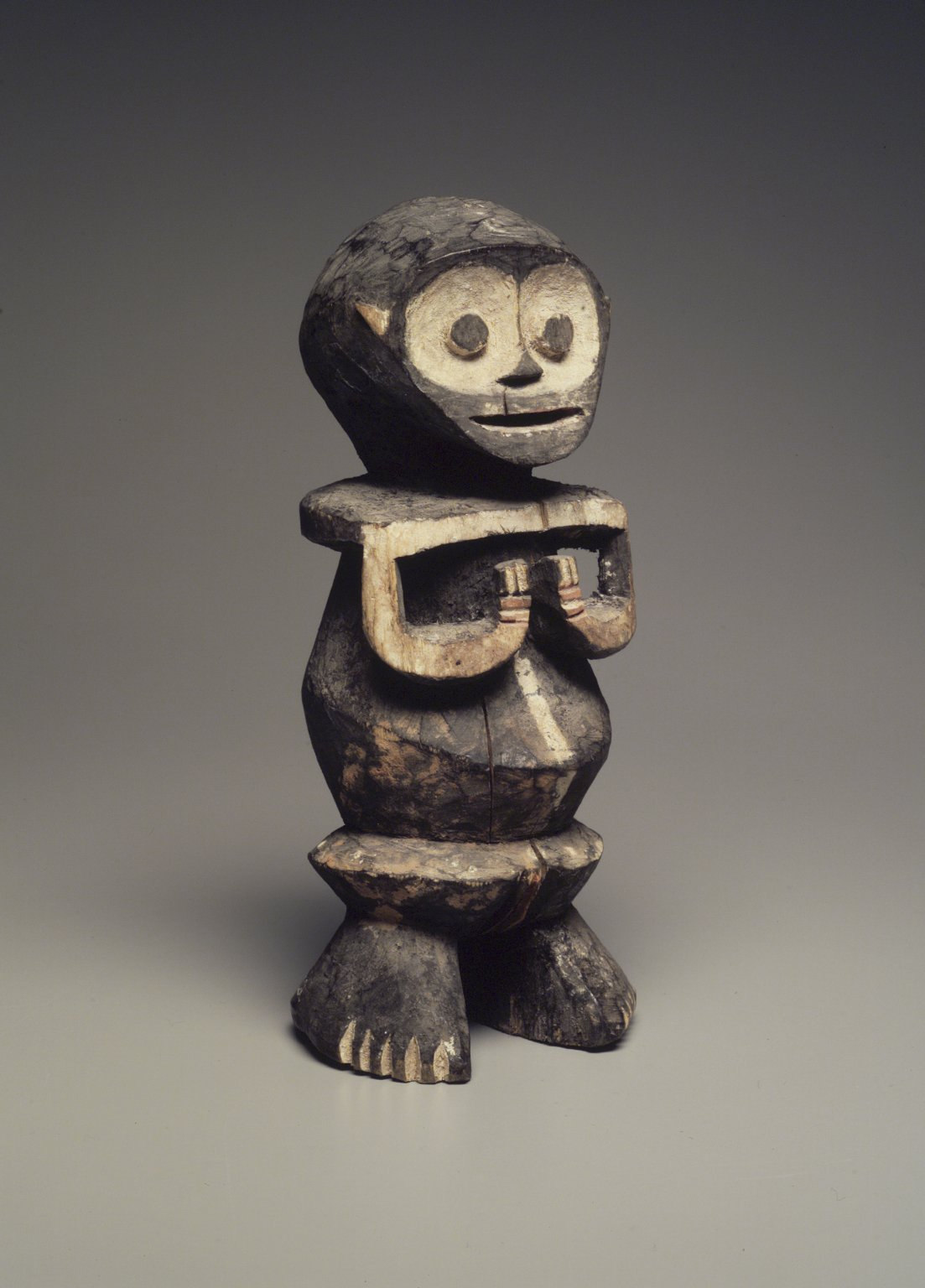
Figure d'ancêtre (Tadep)
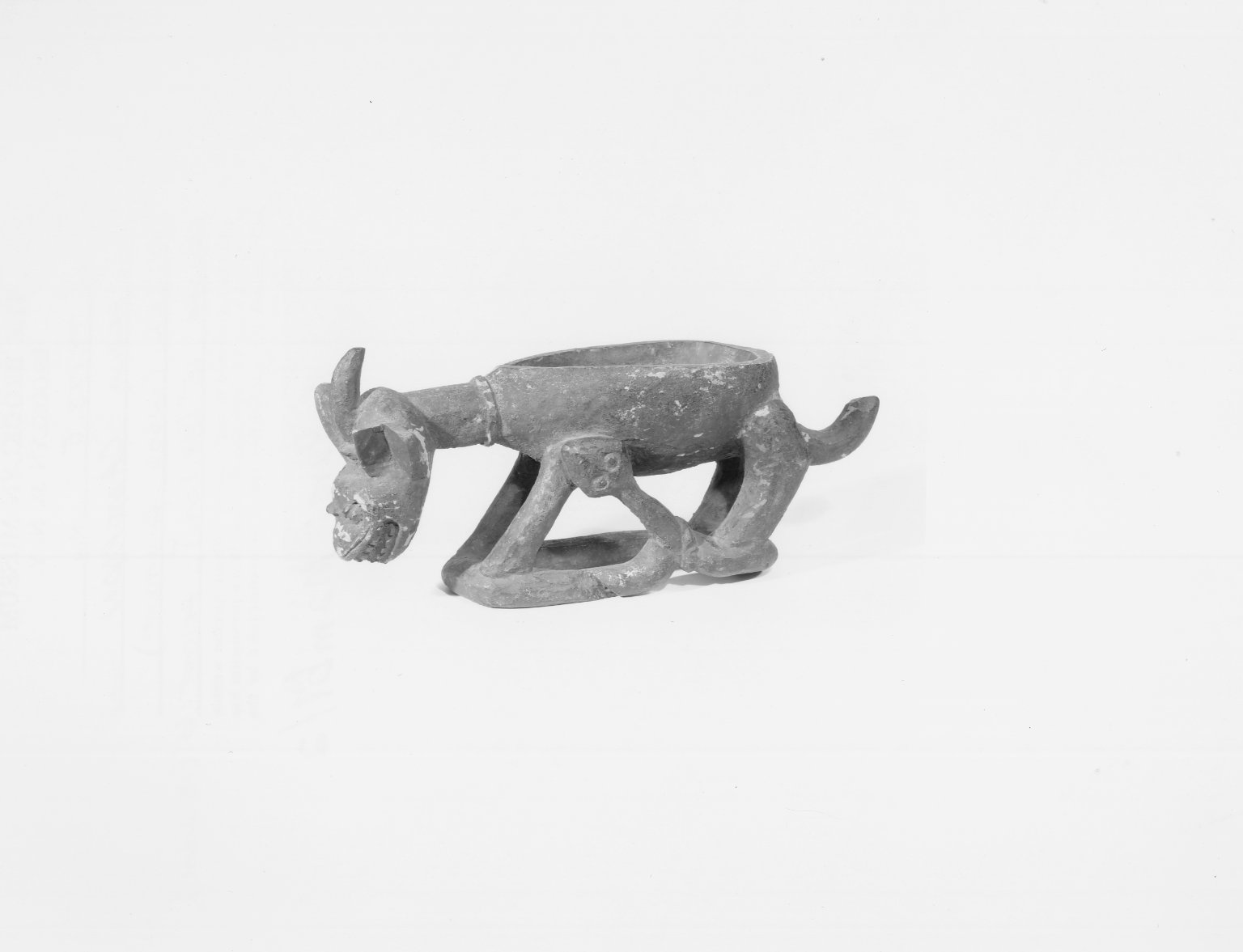
Récipient en bois